# 旁枝軸孔珊瑚
旁枝軸孔珊瑚（学名：Acropora elseyi）为軸孔珊瑚科軸孔珊瑚屬下的一个种。